# Daniel Lopatin
Daniel Lopatin är en amerikansk experimentell musiker med bas i Brooklyn som är mest känd under sitt artistnamn Oneohtrix Point Never. Han skapar främst sin musik genom användningen av gamla synthesizrar. Hans album Replica från 2011 mottogs mycket positivt av musikkritiker. Pitchfork Media placerade Replica på plats 6 på deras lista över de bästa albumen 2011.

## Diskografi (urval)
Studioalbum
- 2007 – Betrayed In The Octagon
- 2008 – Russian Mind
- 2009 – Zones Without People
- 2009 – Rifts
- 2010 – Returnal
- 2011 – Replica
- 2013 – R Plus Seven
- 2015 – Garden of Delete
- 2018 – Age Of
- 2020 – Magic Oneohtrix Point Never
- 2023 – Again